# 超過利潤
超過利潤（ちょうかりじゅん）とは経営学用語の一つ。これは通常には起きないような出来事などを原因として、そこから想定よりも多く発生することとなった利潤のことをいう。超過利潤が発生することとなる背景には、企業による新たな技術の導入や新製品の開発などが存在する。また企業が業界において独占をすることが可能になった場合には、独占から商品の価格の値上げを可能とするためライバル企業の撤退からも超過利潤が発生する。